# نادي المخواة
نادي المخواة، نادي كرة قدم سعودي من الأندية الخاصة في مدينة المخواة في منطقة الباحة، تأسس في عام 2021 م, شارك لأول مرة في موسم 2022-2023 في مصاف اندية دوري الدرجة الرابعة السعودي لكرة القدم.